# Juan Andrés Ramírez
Juan Andrés Ramírez Turell (* 11. Oktober 1946 in Montevideo; † 3. April 2025) war ein uruguayischer Rechtsanwalt und Politiker.
Ramírez, der der Partido Nacional angehörte, war vom 1. März 1990 bis zum 10. November 1993 als Nachfolger Flavio Buscassos Innenminister von Uruguay. Auch hatte er im Jahr 1993 interimsweise die Leitung des Ministeriums für Landwirtschaft und Fischerei vom 1. Februar bis zum 15. März inne. Ramírez führte unter anderem gemeinsam mit Ronald Herbert, Alejandro Abal Oliú und Eugenio Xavier de Mello eine Kanzlei im montevideanischen Barrio Cerrito.